# Ruth Forsling
Ruth Linnéa Forsling (i riksdagen kallad Forsling i Stockholm), född 11 februari 1923 i Rättvik, död 3 maj 1985 i Stockholm, var en svensk folkskollärare och politiker (folkpartist). 
Ruth Forsling var riksdagsledamot under 1964 för Stockholms stads valkrets i andra kammaren. Under sin tid i riksdagen var hon bland annat suppleant i första lagutskottet. Hon var även ledamot i stadsfullmäktige i Stockholm 1950-1954 samt 1960-1970, varefter hon var ledamot i Stockholms läns landsting 1970-1985. Hon var bland annat engagerad i skolfrågor och i kyrkliga frågor.